# 4493 Naitomitsu
4493 Naitomitsu eller 1988 TG1 är en asteroid i huvudbältet, som upptäcktes den 14 oktober 1988 av den japanske amatörastronomen Takuo Kojima i Chiyoda. Den är uppkallad efter den japanska astronauten Chiaki Mukais mor, Mitsu Naito.
Asteroiden har en diameter på ungefär 12 kilometer och den tillhör asteroidgruppen Eos.